# Барабаш-Никифорів Ілля Ілліч
Ілля Ілліч Барабаш-Никифорів (нар. 21 липня (2 серпня) 1894, Катеринослав (нині — Дніпро) — пом. 1980, Воронеж) — український зоолог, доктор біологічних наук, професор, відомий фахівець у галузі екології тварин. Автор кількох монографій і підручника «Теріологія», видав один із перших практичних посібників з охорони природи в Україні.
Публікував праці про фауну Наддніпрянщини і Чорного моря, описав нові підвиди чорноморських дельфінів. Брав участь у наукових експедиціях в Арктиці (Баренцове море) і Тихому океані (Командорські острови). Працював в університетах Дніпра, Москви й Воронежа.
Підписувався як Барабаш, Барабаш-Никифорів та Барабаш-Никифоров.

## Життєпис

### Ранні роки та освіта
Народився 21 липня (2 серпня) 1894 року в Катеринославі (нині — Дніпро). Батько — агроном, мав плодовий розплідник у степовому хуторі поблизу Сури. У 1919—1920 роках брав участь у Білому русі. 1926 року Ілля закінчив природниче відділення фізико-математичного факультету Єкатеринославського університету. Серед його наукових наставників були відомі українські учені, професори Дмитро Яворницький та Микола Акімов. Під час навчання паралельно працював у школі та краєзнавчому музеї. У музеї протягом 3 років обіймав посаду хранителя та зібрав у ньому свій перший матеріал з теріології та орнітології.
1924 року опублікував ілюстровану брошуру «Охорона та вивчення природи степової смуги України» — один із перших практичних посібників з охорони природи, виданих в Україні; для викладачів Єкатеринославських російських 5-річних педагогічних курсів.
1928 року випустив книгу про фауну рідного краю: «Нариси фавни степової Наддніпрянщини (колишньої Катеринославщини)».

### Участь у наукових експедиціях
1925 року брав участь в гельмінтологічній експедиції Костянтина Скрябіна на Донбас, 1927-го — в експедиції з вивчення промислової фауни Баренцового моря. За підсумками цієї подорожі випустив книгу «Понад берегами Північного Полярного моря» (1929).
1929 року перебував у Західносибірській науково-промисловій експедиції «Союзхутра» зі створення промислових запасів ондатри. У 1930—1932-х роках працював у Тихоокеанській науково-промисловій експедиції — на Командорських островах, де зібрав багато матеріалів про різних видів ссавців (песці, калани, тюлені, кити) та провів докладні дослідження екології калана. У результаті випустив праці «Калан, або морська видра» (1933), «Ластоногі Командорських островів» (1936), «До біології командорського песця» (1937), «Калан» (1947).
У 1933–1934 роках працював у Чорноморській експедиції від Всеросійського науково-дослідницького інституту рибного господарства та океанографії (ВНІРО): Барабаш-Никифорів досліджував дельфінів та розробив методику спостереження за водними тваринами. Окрім цього, описав нові підвиди чорноморських дельфінів: Delphinus delphis ponticus (1935) та Tursiops truncatus ponticus (1940). Згодом працював у вищих навчальних закладах Москви й Саратова.

### У Воронежі
1938 року Ілля Барабаш-Никифорів переїхав у Воронеж та очолив створену ним же кафедру зоології хребетних у Воронезькому університеті. 1939 року захистив докторську дисертацію на тему «Матеріали з екології та систематики морських промислових ссавців СРСР», а 1940-го опублікував монографію «Фауна китоподібних Чорного моря, її склад та походження». 
Під час Другої світової війни та деякий час після неї очолював групу з моніторингу туляремії та популяцій гризунів-переносників. У Воронежі розбудовував зоологічний музей. 1957 року випустив фауністичне зведення «Звірі південно-східної частини Чорноземного центра». 
У 1950–1970-х роках досліджував хохулю, її екологію та проблеми моніторингу і збереження. 1958 року Львівський університет опублікував його статтю «Особливості меж ареалів деяких видів хребетних тварин на території Середнього Подоння» у збірнику «Проблеми зоогеографії суходолу». 
Працював у Воронезькому університеті до кінця життя. Помер 1980 року. 

## Бібліографія

Обкладинка книги «Понад берегами Північного Полярного моря», 1929 рік